# Edmund Leach
Edmund Ronald Leach (Sidmouth, 7 novembre 1910 – Cambridge, 6 gennaio 1989) è stato un antropologo britannico.
È famoso soprattutto per i suoi studi sul campo negli altopiani birmani, dove analizzò la struttura sociale Kachin (a partire dal 1939).

## Biografia
A partire dagli anni trenta, Leach segue i corsi di antropologia sociale di Bronisław Malinowski e Raymond Firth alla London School of Economics. Opera un viaggio di studi in Birmania nel 1939 e durante tutta la guerra è ufficiale nell'esercito birmano. Nel 1947, pubblica una tesi sulla società kachin intitolata Political Systems of Highland Burma (1954). Secondo Georges Balandier, questo testo «contribuisce a stabilire una antropologia politica moderna e propone una critica delle teorie dominanti introducendo il punto di vista dinamico nell'antropologia sociale».
Entra all'Università di Cambridge nel 1953 et diventa provost del King's College nel 1966, posto che occuperà fino al 1979.
Si è interessato di parentela e ha pubblicato nel 1970 uno dei primi libri dedicati a Claude Lévi-Strauss. Secondo Adam Kuper, «Leach fu l'unico antropologo britannico che fece dei seri sforzi per sviluppare l'analisi mitologica di Lévi-Strauss». Ma «mentre Lévi-Strauss si interessava all'uomo in generale e alla società in generale, Leach preferiva studiare gli attori di società specifiche». Egli considera che «Leach fu il più entusiasta e il più originale tra gli antropologi sociali britannici che si ispirarono allo strutturalismo».
Leach ha criticato severamente la classificazione per tipologia in ambito antropologico, tracciando la strada verso l'antropologia cognitiva. A partire da Leach non si può più classificare gli uomini secondo i loro colori, la loro taglia ecc. per studiarli. La sua teoria mette in evidenza il fatto che la tipologia non permette di cogliere delle verità in antropologia. L'etnologo francese Marc Augé scrive: «Sono convinto, grazie a Edmund Leach, che l'oggetto proprio dell'antropologia non è l'individuo come tale o lo psichismo individuale, né le grandi logiche sociali come tali, o le istituzioni, ma quanto permette di passare dall'uno all'altro, dagli individui alle istituzioni o dagli individui ad altri individui, e che corrisponde alla costruzione del simbolico, della relazione presa in un sistema di rappresentazioni».

### Letteratura secondaria
- Leach, E. R., Glimpses of the Unmentionable in the History of British Social Anthropology. Annual Review of Anthropology, Vol. 13. 1984 [collegamento interrotto], su arjournals.annualreviews.org.
- Leach, E. R., Contemporary Authors Vol. 127, Gale Research Inc., 1989
- Leach, E. R., International Dictionary of Anthropologists, Garland Publishing, 1991
- Leach, E. R., Dictionary of National Biography 1986–1990, Oxford University Press, 1996
- Tambiah, Stanley J., Edmund Leach: An Anthropological Life, Cambridge University Press, 2002

| Controllo di autorità | VIAF (EN) 64008169 · ISNI (EN) 0000 0001 1028 1705 · BAV 495/361568 · LCCN (EN) n50035855 · GND (DE) 118990039 · BNE (ES) XX964965 (data) · BNF (FR) cb11911822t (data) · J9U (EN, HE) 987007272220905171 · NDL (EN, JA) 00447104 |